# Hartmut Kommerell
Hartmut Kommerell (né en 1966) est un auteur allemand de jeux de société.
Il est mathématicien de formation.

## Ludographie
Seul auteur
- Kleiner Eisbär Post für Dich!, ????, Schmidt Spiele
- Salvatore und der Esel, 1998, Spielbox
- Die Seidenstraße, 1998, Schmidt Spiele
- Squaredance, 1998, Hiegemann & Kumpernaß / Spielbox
- Bambuti, 1999, Adlung
- Das störrische Muli, 1999, Klee Spiele
- Offline, 2000, Franjos
- Der Kleine Eisbär und das Schollenhopsen, 2001, Schmidt Spiele
- Trampelfanten, 2002, Haba
- Der Kleine Eisbär und die Schnee-Iglus, 2003, Schmidt Spiele
- Der kleine König : Badetag, 2004, Schmidt Spiele
- Penki, 2004, Hiegemann & Kumpernaß
- Pick A Dilly, 2005, Abacus

Avec Friedemann Friese, Thorsten Gimmler, Andrea Meyer et Martina Hellmich
- Ludoviel, 2003, Tagungshaus Drübberholz